# قرية بن لصم

تعديل مصدري - تعديل

قرية بن لصم هي إحدى قرى عزلة القارة بمديرية رصد التابعة لمحافظة أبين، بلغ تعداد سكانها 255 نسمة حسب تعداد اليمن لعام 2004.